# جاداریت
جاداریت (به انگلیسی: Jadarite) یک کانی سیلیکاتی سفید و خاکی با ساختار منوکلینیک است؛ و از از ترکیبی کاملاً منحصربه‌فرد برخوردار است: متاسیلیکات سدیم-لیتیوم-بور با هیدروکسید و فرمول شیمیایی LiNaSiB₃O₇)OH).

## کشف و طبقه‌بندی
جاداریت در دسامبر ۲۰۰۴ در مغزه‌های حفاری از درهٔ جدار (به صربی: Јадар، تلفظ: [jadaɾ]) در صربستان کشف شد؛ و نام آن نیز از همین منطقه گرفته شده است. این کشف در ۱۰ کیلومتری جنوب‌غربی کوه تسر انجام شد. یافته‌های اولیه در روستاهای یاربیتسه (لوزنیتسا) و سلاتینا (لوزنیتسا)و بعدها در دراگیناتس (لوزنیتسا) ثبت شدند.
زمین‌شناسان اکتشافی از شرکت ریو تینتو این کانی را به صورت گره‌های کوچک گرد در مغزه‌های حفاری پیدا کردند اما نتوانستند آن را با هیچ‌یک از کانی‌های شناخته‌شده مطابقت دهند. پس از آزمایش‌هایی که توسط دانشمندان موزه تاریخ طبیعی لندن و شورای تحقیقات ملی کانادا انجام شد، جاداریت به عنوان یک کانی جدید تأیید شد.

## تجاری‌سازی
این کشف ممکن است از نظر تجاری اهمیت داشته باشد، زیرا جاداریت حاوی لیتیوم و بور است؛ دو عنصر نسبتاً نادر که در صنعت بسیار کاربرد دارند. لیتیوم در باتری‌های لیتیومی به کار می‌رود و بور در آلیاژها، سرامیک، شیشه و سایر مصارف صنعتی.
در ابتدا تخمین زده شد که ذخایر این سنگ معدنی حاوی ۲۰۰ میلیون تُن سنگ بورات لیتیوم است، که می‌توانست معدن‌های آیندهٔ جدار را به یکی از بزرگ‌ترین منابع لیتیوم در جهان تبدیل کند و تا ۱۰٪ از نیاز جهانی به لیتیوم را تأمین نماید. اما بعدها «سازمان زمین‌شناسی ایالات متحده آمریکا» اعلام کرد که این عدد دقیق نیست و میزان واقعی، حدود ۱٫۵۱٪ از نیاز جهانی است. از این مقدار، ناحیهٔ Lower Jadar حدود ۱۱۴٫۵ میلیون تُن ذخیره دارد با میانگین ۱٫۸٪ اکسید لیتیوم و ۱۳٫۱٪ بور اکسید.
در مه ۲۰۱۷، شرکت Rio Tinto اعلام کرد که منطقه جدار یکی از بزرگ‌ترین ذخایر لیتیوم در جهان را دارد و ذخایر Lower Jadar را تا ۱۳۶ میلیون تُن افزایش داد. شرکت همچنین گفت که ارزیابی‌های منابع معدنی تأیید کرده‌اند که کیفیت این کانی بالاست. قرار بود استخراج از سال ۲۰۲۳ آغاز شود و پیش‌بینی شده بود که تا ۵۰ سال به‌صورت زیرزمینی ادامه داشته باشد.
قرار است یک کارخانهٔ فرآوری جاداریت نیز در کنار معدن ساخته شود تا سنگ را به لیتیم کربنات و بوریک اسید تبدیل کند. تأسیسات اولیهٔ این کارخانه توسط دانشمندانی از صربستان، استرالیا و ایالات متحده ساخته شده و در ملبورن در حال آزمایش است. آزمایش‌ها شامل فرآوری کنسانتره‌ی جاداریت می‌شود.
در ۲۵ ژوئیه ۲۰۱۷، تفاهم‌نامه‌ای میان شرکت ریو تینتو و دولت صربستان (با نمایندگی نخست‌وزیر آنا برنابیچ) امضا شد که سال ۲۰۲۳ را به‌عنوان تاریخ آغاز پروژه تعیین کرد، اما همزمان اعلام شد که تازه گروه‌های کاری شکل خواهند گرفت، مطالعات انجام خواهد شد و روند دریافت مجوزها آغاز خواهد شد. کل این پروژه «پروژه جدار» نام گرفت.
تا سال ۲۰۲۰، بهره‌برداری آینده از جاداریت و استخراج لیتیوم باعث بحث‌های داغی در سطح عموم و محافل دانشگاهی شد؛ به‌ویژه پس از نابودی منطقهٔ باستانی Juukan Gorge در استرالیا توسط ریو تینتو. فعالان محیط زیست، جمعیت محلی و برخی دانشمندان و استادان دانشگاه با این پروژه مخالفت کردند، و هشدار دادند که استفاده از مقادیر زیادی آب، اسیدها و مواد شیمیایی در این فرایند تولید باعث آلودگی ۲۰۰۰ هکتار از زمین‌های حاصلخیز کشاورزی، شوری آب‌های زیرزمینی و آلوده شدن رودخانه‌های جدار و درینا خواهد شد. برخی دیگر از کارشناسان اما معتقدند که دلیلی برای بی‌اعتمادی به ادعای شرکت دربارهٔ رعایت بالاترین استانداردهای ضدآلودگی وجود ندارد، منابع آبی ایمن هستند و زمین‌ها آن‌چنان هم حاصلخیز نیستند. شرکت نیز اعلام کرده که از یک فرایند نوین و آزمایشی استفاده خواهد کرد که جلوی آلودگی را می‌گیرد و این روش ۲۰۰۰ بار در استرالیا آزمایش شده است.
تا نوامبر ۲۰۲۱، ساخت معدن هنوز آغاز نشده بود. در حالی که مخالفت‌ها افزایش می‌یافت، شاخهٔ صربستانی شرکت ریو تینتو با نام «Rio Sava Exploration» اعلام کرد که ساخت معدن در سال ۲۰۲۲ آغاز خواهد شد و تا ۲۰۲۶ به پایان خواهد رسید. این شرکت اعلام کرد که تاکنون ۲۵۰ میلیون دلار در این پروژه سرمایه‌گذاری کرده و ۲۰۰ میلیون دلار دیگر برای سال ۲۰۲۱ در نظر دارد. با این حال، در ۲۰ ژانویه ۲۰۲۲ نخست‌وزیر صربستان آنا برنابیچ اعلام کرد که پروژه به‌دنبال اعتراضات گستردهٔ زیست‌محیطی لغو شده است.

## کریپتونایت
فرمول شیمیایی جاداریت با ترکیبی که برای مادهٔ خیالی «کریپتونایت» در فیلم بازگشت سوپرمن (محصول ۲۰۰۶) اختراع شده بود: «سیلیکات سدیم-لیتیوم-بور با هیدروکسید و فلوئور» شباهت زیادی دارد، اما کاملاً همسان نیست. این شباهت باعث شد مدت کوتاهی پس از کشف جاداریت، در سال ۲۰۰۷، رسانه‌ها توجه زیادی به آن نشان دهند.
این کانی جدید، برخلاف مادهٔ خیالی در فیلم، حاوی فلوئور نیست و درخشش سبز هم ندارد.